# Англо-итальянское соглашение (1938)
Англо-итальянское соглашение 1938 года — договор между Англией и Италией, заключённый 16 апреля 1938 года (иногда называемый «Пасхальный договор»), был частью попыток Англии и Франции предотвратить союз Италии и Германии. Признавал аннексию Эфиопии Италией.

## Предыстория
Ввиду того что Германия после аншлюса Австрии не проявляла желания идти на сближение с Англией, правительство Чемберлена решило начать переговоры с Италией, рассчитывая что после заключения с ней соглашения будет легче договориться с Германией. В феврале 1938 года, по инициативе Чемберлена были начаты переговоры о заключении соглашения. Тогдашний министр иностранных дел Великобритании Энтони Иден, будучи несогласным с общей линией внешней политики Чемберлена и в частности с проектом итало-английского соглашения, подал в отставку. Его пост занял лорд Галифакс, целиком одобрявший внешнюю политику Чемберлена. Муссолини в надежде получения английских займов, необходимых для осуществления программы вооружений, не заставил себя долго упрашивать. В течение шести недель все спорные вопросы были урегулированы и 16 апреля 1938 года министр иностранных дел Италии граф Чиано и посол Великобритании сэр Эрик Друммонд (позднее лорд Перт), подписали в Риме англо-итальянское соглашение.

## Соглашение
Соглашение подтверждало все достигнутые ранее договоренности по различным спорным вопросам: декларацию от 2 января 1937 года относительно Средиземного моря, соглашение относительно некоторых областей на Среднем Востоке, декларации относительно пропаганды, статуса озера Тана, воинской повинности туземцев Итальянской Восточной Африки, режима британских религиозных ассоциаций в Итальянской Восточной Африке, декларацию относительно Суэцкого канала.
Согласно новому соглашению стороны обязывались установить между собой «добрососедские отношения». Англия признавала Абиссинию итальянским владением. Италия в свою очередь обещала сократить свои воинские контингенты в Ливии до пределов мирного времени и присоединиться к Лондонскому морскому соглашению 1936 года. Особенно важной статьей для Италии явилось подтверждение со стороны Великобритании полной свободы прохода через Суэцкий канал любых итальянских судов.

## Последствия
Согласно договоренностям с Италией 12 мая 1938 года, лорд Галифакс внёс на заседание Совета Лиги наций предложение о признании итальянского суверенитета над Эфиопией. Против предложения Галифакса выступили представители СССР, Китая, Боливии и Новой Зеландии. После этого, Совет Лиги наций принял резолюцию, в которой отдельным членам Лиги наций предоставлялась свобода решения вопроса о признании итальянского суверенитета над Эфиопией. Согласно этой резолюции, правительство Великобритании признало итальянский суверенитет над Эфиопией. 16 ноября 1938 года англо-итальянское соглашение вступило в силу.
Обязательства Италии перед Великобританией о уменьшении своих гарнизонов в Ливии выполнялось лишь в течение первых двух месяцев после подписания соглашения. После этого итальянские гарнизоны в Ливии вновь были увеличены. Касаясь этого вопроса, 20 февраля 1939 года член палаты общин Гендерсон поинтересовался, не является ли увеличение итальянских военных сил в Ливии нарушением англо-итальянского соглашения 1938 года. На это министр иностранных дел Батлер ответил, что «это увеличение не является нарушением англо-итальянского соглашения, ибо после заключения этого соглашения Италия действительно сократила свои гарнизоны в Ливии до размеров, обусловленных в договоре, но за последнее время она вновь увеличила их на 30 тысяч человек».